# Helicia stenophylla
Helicia stenophylla är en tvåhjärtbladig växtart som beskrevs av Merrill. Helicia stenophylla ingår i släktet Helicia och familjen Proteaceae. Inga underarter finns listade i Catalogue of Life.